# Współsprawstwo
Współsprawstwo – jedna z postaci sprawstwa. Polega na zrealizowaniu ustawowych znamion czynu zabronionego wspólnie i w porozumieniu z inną osobą (lub osobami). Konstrukcja ta pozwala na przypisanie odpowiedzialności każdemu ze współsprawców za to, co uczynili pozostali, jeżeli pozostawało to w ramach porozumienia.
Jego zasadniczym elementem jest istniejące między współsprawcami porozumienie, obejmujące wspólną realizację ustawowych znamion czynu zabronionego. Forma porozumienia jest dowolna, istotne jest tylko, aby porozumienie rzeczywiście istniało. Możliwe jest popełnienie we współsprawstwie zarówno przestępstw umyślnych, jak nieumyślnych. W tym ostatnim wypadku porozumienie obejmuje wspólne naruszenie reguł ostrożności.
Możliwe jest współsprawstwo zarówno przestępstw z działania, jak z zaniechania.
Każdy ze współsprawców odpowiada w granicach własnego zamiaru lub nieumyślności. 
Zakres odpowiedzialności współsprawców zależy od treści wiążącego ich porozumienia. Każdy z nich odpowiada za wszystko to, co popełnili pozostali, jeżeli było to zgodne z porozumieniem. Nie odpowiada natomiast za zachowania pozostałych współsprawców wykraczające poza ramy porozumienia (eksces).

## Postaci współsprawstwa
- Współsprawstwo sukcesywne – sprawca rozpoczął realizację ustawowych znamion w pojedynkę, a następnie dołączył do niego inny współsprawca, zostało zawiązane między nimi porozumienie i wspólnie zrealizowali oni resztę ustawowych znamion czynu zabronionego. Współsprawca sukcesywny odpowiada co do zasady tylko za ten fragment czynu zabronionego, w którym uczestniczył.
- Współsprawstwo właściwe (dopełniające) – polega na tym, że żaden ze współsprawców sam nie realizuje wszystkich ustawowych znamion czynu zabronionego. Ich realizacja następuje dopiero w wyniku połączenia zachowań wszystkich współsprawców.
- Współsprawstwo równoległe (wielosprawstwo) – każdy ze współsprawców realizuje wszystkie ustawowe znamiona czynu, istnieje między nimi porozumienie. Tego współsprawstwa nie należy mylić ze sprawstwem równoległym (współsprawstwem koincydentalnym), które polega na tym, że kilka osób w jednym czasie i miejscu popełnia identyczne przestępstwo, jednak nie istnieje między nimi porozumienie. Sprawstwo równoległe nie jest postacią współsprawstwa.

## Wymiar kary za współsprawstwo
Współsprawca nie podlega karze, jeżeli dobrowolnie zapobiegł popełnieniu czynu zabronionego (czynny żal). Natomiast jeżeli współsprawca dobrowolnie starał się zapobiec popełnieniu czynu zabronionego (bezskuteczny czynny żal), sąd może zastosować nadzwyczajne złagodzenie kary.